# Wolfgang O. Sack
Wolfgang O. Sack (* 17. März 1923 in Leipzig; † 21. Juni 2005 in Ithaca, New York) war ein deutsch-amerikanischer Veterinär-Anatom.

## Leben
Sack verließ 1951 die DDR und emigrierte nach Kanada. In Guelph (Ontario) studierte er Tiermedizin und arbeitete anschließend an der dortigen Universität als Assistent. 1964 wechselte er an die Cornell University zu Robert E. Habel. Von dort aus unternahm er zahlreiche Forschungsreisen an europäische veterinäranatomische Institute. In Edinburgh begann er an seiner Ph.D.-Thesis zu arbeiten, in München wurde er zum Dr. med. vet. promoviert. Nach einem Gastaufenthalt in Nairobi wurde er schließlich Professor an der renommierten Cornell-Universität.
Sack war Präsident der Amerikanischen Vereinigung der Veterinäranatomen (AAVA) sowie über viele Jahre Generalsekretär und Präsident der Weltvereinigung der Veterinäranatomen (WAVA). Durch seinen persönlichen Lebensweg geprägt, war er ein wichtiges Bindeglied zwischen den amerikanischen und europäischen Veterinäranatomen. Er war Mitherausgeber der Nomina Anatomica Veterinaria und schrieb zahlreiche Lehrbücher.

## Werke
- Essentials of pig anatomy. Veterinary Textbooks Ithaca, 1982. ISBN 0-9601152-2-6
- Horse Dissection. Veterinary Textbooks Ithaca, 1991. ISBN 0-9601152-3-4
- W. O. Sack, R. E. Habel: Nomina Anatomica Veterinaria/Nomina Histologica/Nomina Embryologica Veterinaria. 1994. ISBN 0-9600444-7-7
- Klaus-Dieter Budras, W. O. Sack, S. Röck: Anatomy of the Horse. Mosby-Year Book, 1994. ISBN 0-7234-1921-3
- K. M. Dyce, W. O. Sack, C. J. G. Wensing: Textbook of Veterinary Anatomy. W.B. Saunders Company, 2002 (3rd Edition). ISBN 0-7216-8966-3 (erschien ebenfalls in deutscher Sprache: Anatomie der Haustiere. Enke Verlag 2001, ISBN 3-432-29701-7)

| Personendaten    | Personendaten                          |
| ---------------- | -------------------------------------- |
| NAME             | Sack, Wolfgang O.                      |
| KURZBESCHREIBUNG | deutsch-amerikanischer Veterinäranatom |
| GEBURTSDATUM     | 17. März 1923                          |
| GEBURTSORT       | Leipzig, Sachsen, Weimarer Republik    |
| STERBEDATUM      | 21. Juni 2005                          |
| STERBEORT        | Ithaca, New York, Vereinigte Staaten   |